# 女大學生的祕密
《女大學生的祕密》是日本Falcom在1983年11月發售的電腦益智游戏，亦是該公司的唯一一款成人遊戲。

## 遊戲系統
《女大學生的祕密》是一款益智游戏，玩家需於當中把推盤的滑塊排好。其總共有3名女角色，分別稱為美幸、優子、今日子。遊戲畫面的左側是予供玩家遊玩的推盤，右側則顯示印於滑塊上的是哪位角色。第1關和第2關的推盤為3×3格，第3關則為4×4格。系統給予玩家排好滑塊的時間因關卡而異——15分鐘、20分鐘、30分鐘各有之。
玩家需於遊戲開始時選取其中一名女角色，然後完成以該名角色為主題的推盤。每過一關，有關插畫的露出度便會提高。玩家在每關開始前需選擇想要完成的推盤類型——他們可選擇完成十五數字型或魔方型的推盤。此外其亦設有「Help Key」功能——讓玩家在每一關都有一次暫停遊戲並獲得提示的機會。

## 發行
《女大學生的祕密》是日本Falcom的唯一一款成人遊戲。本作跟光荣的《Night Life》和ASCII的《Emmy》一樣，同被視為於美少女遊戲黎明期期間發行的作品。它以磁带或磁片發行，相容PC-8801、FM-7、X1、PC-9801系列。日本Falcom曾推出紀念冊，於當中介紹其產品發行史。本作並沒有在冊子中出現。

## 評價
本作的系統得到評論者好評。電腦遊戲雜誌的編輯前田尋之認為其玩法很容易理解。雜誌《Asokon》（アソコン）表示本作的「操作性不算太糟」，並認為這是一款讓人一玩再玩的益智遊戲，最終為之打出4/5的分數。不過其插畫則獲得褒貶不一的評價。1985年出版的《Asokon》讚揚了它的插畫。但前田尋之表示，登場的「女大學生也色得太過火了」。
其他評論者則關注其跟成人遊戲的關係。《80年代微型電腦大百科》著者佐佐木潤寫道，它「在某種意義上就是一款相當無趣的成人遊戲」。在《電腦美少女遊戲歷史大全 1982-2000》（パソコン美少女ゲーム歴史大全1982‐2000）上表示，他認為若《女大學生的祕密》能夠暢賣，那麼日本Falcom便有機會放棄開發一般作品，反專注於製作成人遊戲。